# 1254
1254 (MCCLIV) a fost un an obișnuit al calendarului iulian.

## Evenimente
- 29 martie: Regele Ottokar al II-lea al Boemiei acordă protecție evreilor.
- 3 aprilie: Arbitraj papal care impune tratatul de la Ofen (Buda): moștenirea familiei Babenberg se împarte între Ottokar al II-lea al Boemiei, care obține Austria, și Ungaria, care primește provincia Stiria.
- 24 aprilie: Cruciații se îmbarcă la Tyr, pentru a reveni în Franța; un contingent, condus de Geoffroi de Sergines, rămâne în Siria.
- 20 iulie: 50 de orașe se reunesc în cadrul "Ligii renane".
- 7 septembrie: Regele Ludovic al IX-lea revine în Franța, după șase ani de absență din regat.
- 27 septembrie: Tratat între papa Inocențiu al IV-lea și Manfred, regentul Siciliei, prin care se recunoaște suzeranitatea Sfântului Scaun asupra Apuliei; ostilitățile între părți se reiau la scurtă vreme.
- 2 decembrie: Bătălia de la Foggia: Manfred I, regele Siciliei, înfrânge trupele pontificale ale papei Inocențiu al IV-lea

### Nedatate
- martie: Regele Alfonso al III-lea al Portugaliei convoacă prima întrunire a "Cortes"-urilor, la Leiria.
- august: Dieta din San Germano: Manfred de Hohenstaufen este recunoscut ca tutore al nepotului său, Conradin, regele Siciliei.
- Bătălia de la Adrianopol: bizantinii îi înfrâng pe bulgari.
- Crearea Ordinului celestinilor.
- Fondarea orașului Malmö, Suedia.
- Ludovic al IX-lea expulzează toți evreii de pe cuprinsul Franței.
- Mongolii iau 200.000 de coreeni ca prizonieri.
- Negocieri între împăratul de la Niceea, Ioan al III-lea, și papa Inocențiu al IV-lea; se pune problema retrocedării Constantinopolului către bizantini, în schimbul recunoașterii supremației papale.
- Orașul Pistoia, dominat de ghibelini, este cucerit de guelfii din Florența.
- Papa Inocențiu al IV-lea excomunică pe Conrad al IV-lea al Germaniei și pe Rudolf I.
- Pistoia și Florența încheie "pacea de la Empoli".
- Regele Ludovic al IX-lea al Franței, constrâns de situația financiară precară, abandonează Cruciada a șaptea și revine în Franța.

## Arte, științe, literatură și filozofie
- Cei patru cai de bronz sunt instalați în fața Basilicii San Marco, la Veneția.
- Începe construirea catedralei Sf. Martin din Utrecht, în Olanda.
- Se clarifică dogma Purgatoriului în Biserica catolică.

## Nașteri
- 15 septembrie: Marco Polo, negustor și explorator venețian (d. 1324)

- Carol II (Carol de Anjou), rege al Neapolelui (d. 1309)
- Floris V, conte de Olanda (d. 1296)
- Zhao Meng-Fu, om de știință, pictor și caligraf chinez (d. 1322)

## Decese
- 21 mai: Conrad al IV-lea de Hohenstaufen, împărat al Germaniei, rege al Ierusalimului și Siciliei (n. 1228)
- 24 iunie: Amedeo al IV-lea, conte de Savoia (n. ?)
- 3 noiembrie: Ioan al III-lea Ducas Vatatzes, împărat bizantin de la Niceea (n. 1192)
- 7 decembrie: Inocențiu al IV-lea, papă (n. ?)

## Înscăunări
- 21 mai: Conradin, rege al Ierusalimului (1254-1263).
- 3 noiembrie: Teodor al II-lea Laskaris, împărat bizantin de la Niceea (1254-1258)
- 12 decembrie: Alexandru al IV-lea, papă (1254-1261)